# Racing Football Club de Paris-Neuilly
Le Racing Football Club de Paris-Neuilly, ou RFC Paris-Neuilly, est un club de football français fondé en 1969 avec le soutien des mairies de Paris et de Neuilly-sur-Seine. Il devient pensionnaire du championnat de France de football de deuxième division 1969-1970, à la place de l'équipe militaire de football du bataillon de Joinville, qui a demandé sa rétrogradation en championnat amateur.
Il fusionne en 1970 avec la section football du CO Joinville pour former le Racing Paris-Joinville, et évolue alors deux nouvelles saisons en D2 puis deux saisons en D3 avant de disparaitre en 1974.

## Historique
Sa création est soutenue notamment par Achille Peretti, député-maire de Neuilly-sur-Seine et président de l'Assemblée nationale, et le Groupement des clubs autorisés, alors qu'il n'y a plus de club professionnel à Paris après les retraits professionnels du RC Paris et du Stade français (le seul club professionnel francilien du moment est le Red Star, siégeant à Saint-Ouen en banlieue et étant non basé  à Paris intra-muros). Le Conseil fédéral de la Fédération française de football, réuni le 5 juillet 1969, valide le projet.
L'équipe est montée avec le soutien actif de Marcel Leclerc, le président de l'Olympique de Marseille, qui pour certains a le désir d'en faire un club filiale de l'OM, ainsi que par celui des Girondins de Bordeaux. L'Italien Angelo Grizzetti est recruté comme entraineur, Marcel Robillard est nommé président. Parmi les joueurs affectés au nouveau club, plusieurs joueurs sont liés au club marseillais, comme l'ancien capitaine de l'équipe de France Marcel Artelesa, le jeune Camerounais Jean-Pierre Tokoto ou le gardien de but yougoslave Ilija Pantelić. Le club compte également dans ses rang le vétéran international franco-argentin Hector De Bourgoing, venu de Bordeaux. 
Le club parisien termine au 11e rang sur 16 en championnat, et en Coupe de France élimine le Lille OSC, le Red Star, l'US Baumes-les-Dames avant d'échouer contre l'US Valenciennes-Anzin en quart de finale, après un match d'appui.
En 1970, la Division 2 est réformée par les instances du football français. Rebaptisée « Championnat National », elle s'ouvre aux clubs non professionnels et passe de 16 à 48 équipes. Le RFC Paris-Neuilly  fusionne avec la section football du Club olympique de Joinville, s'installe à Joinville-le-Pont et est rebaptisé « Racing Paris-Joinville ». Il garde deux nouvelles saisons son statut professionnel (Ilija Pantelić prolonge notamment dans le nouveau club en 1970-1971). Le nouvel entraineur est le Français Bernard Bot. Le nouveau club évolue deux saisons en Division 2 avant d'être relégué en Division 3, alors que le championnat est réduit de 48 à 36 équipes. Le club perd alors le statut professionnel. Il évolue encore deux saisons en Division 3, avant d'être de nouveau relégué et de disparaitre. Le Club olympique de Joinville reprend alors ses activités de football en 1975 en Division 4 puis au niveau régional avant de changer de nom en 1985 pour devenir le Racing Club de Joinville.

## Effectif 1969-1970
Gardien de but
- Illija Pantelic ( Yougoslavie)

Défenseurs
- Marcel Artelesa ( France)
- Roger Géri ( France)
- Léonce Lavagne ( France)
- Alain Maccagno ( France)

Milieux de terrain
- Joseph Sapeta ( France)
- Gabriel Abossolo ( Cameroun)
- Christian Donnat ( France)
- Edouard Kula ( France)
- Pavle Dolezar (en) ( Yougoslavie)

Attaquants
- Hector de Bourgoing ( France)
- Guillaume Tikouré ( France)
- Jean-Pierre Tokoto ( Cameroun)
- Alain Le Louet ( France)